# Roberto Rey
Roberto Martínez Álvarez (3 de octubre de 1944, Laguna Dalga, León - 18 de agosto de 1977, Aranjuez, Madrid) fue un cantante de canción española. Entre sus éxitos se encuentran "Balada de León y Asturias" y "Soy Español".

## Biografía
Roberto Rey nació en Laguna Dalga, en 1944; hijo de José Martínez y Palmira Álvarez García. Siendo muy joven se trasladó a Gijón (Asturias) donde vivió con su hermana, su cuñado y sus sobrinos, allí comenzó a trabajar en los astilleros. Tras cumplir con su jornada laboral, se dirigía a la Agrupación Artística Gijonesa (A.G.A.), dado que su verdadera pasión era la música y quería cantar canción española, donde se juntaban los artistas nativos y organizaban actuaciones y conciertos. 
Se presentó a varios concursos de radio, ganando casi todos. Uno de los que ganó fue "Salto a la fama" con su tema "Canto a León", que fue su primer gran éxito. Tal era su pasión por querer hacerse camino en el mundo de la música que lo abandonó todo para trasladarse a Madrid, puesto que era la única ciudad donde un artista podía abrirse paso en los años 1970. 
Tras muchas penalidades iniciales, pues cantar el mismo estilo que Manolo Escobar era un muro difícil de saltar, ya que el almeriense era ya una figura consagrada, y los productores de los programas tenían vetado a todo aquel que pudiera hacerle "sombra" al mito. Participó en el programa "La gran ocasión" en la modalidad de canción española, programa donde se hizo famoso el grupo "Vino Tinto" y algún otro. Pasó varios años de gira con el famoso "Teatro Chino de Manolita Chen". 
Poco a poco Roberto iba consiguiendo lo que él quería, triunfar en el mundo de la música, ya que tenía contratos con televisión y actuaba en las mejores salas de fiestas de Madrid. Empezaba a ser muy conocido y apreciado en el panorama artístico madrileño cuando apareció ahogado. No pudo ver publicado su último trabajo "Canciones inéditas de Roberto Rey", ya que falleció justo antes de que saliera a la calle.

## Muerte
Roberto Rey apareció ahogado en el río Tajo, a la altura de Aranjuez, en circunstancias que no se llegaron a aclarar, el 18 de agosto de 1977.
Su coche, un Simca 1200 con matrícula M-4113-AN, de color granate, apareció orillado en la carretera, sin ruedas.
Está enterrado en el cementerio de "El Sucu" de Gijón.

## Canciones
- A la memoria de Manolo Caracol
- Cielo de España (1976).
- Canto a León.
- Cantando a Zamora (1976).
- Pom, pom, tracatrá.
- El cascabelito.
- Toro Bravo.
- Soy español.
- Balada de León y Asturias.
- Asturias de mi querer.
- Le das café.
- Miña Galicia.
- Caballo mío.
- Mi Jaén.
- Farolitos
- Alicante bonito
- Caminos del Rocío.
- Mi Andalucía.
- Balada de los mineros.
- Cantando a Belén.

## Casetes
```
 
Cielo de España (Sonic series 72 16 213 PHILIPS)
```

1. Cielo de España
2. Besos distintos
3. Pom, pom, tracatra
4. Tu cuerpo limonero
5. El alma de Cataluña
6. Niña morena
7. Cantando a Zamora
8. Le das café
9. Hechas por Dios
10. Siempre contigo
11. Soy español
12. Cortame la uva de la parra

```
 
Lo mejor de Roberto Rey (SMASH 7166042)
```

1. Cantando a Zamora
2. Balada de León y Asturias
3. Asturias de mi querer
4. Le das café
5. Toro bravo
6. Canto a León
7. El cascabelito
8. Cielo de España
9. Soy español
10. Pom, pom, tracatra

```
 
Las canciones de oro de Manolo Escobar canta Roberto Rey (Sonic series 72 16 223 PHILIPS)
```

1. La niña de los ojos verdes
2. La monja mora
3. Ay Caridad
4. Y viva España
5. Que guapa estás
6. La minifalda
7. Los mayorales
8. La niña de fuego
9. Mi cortijo
10. Mi carro
11. Espigas y amapolas
12. El porompompero

```
 
Canta Roberto Rey (Sonic series 72 16 226 PHILIPS)
```

1. Canto a León
2. Mis dos amores
3. Farolitos
4. Toro bravo
5. Asturias de mi querer
6. España tiene Solera
7. Tierras de Castilla
8. Festival de amor
9. Alicante Bonito
10. Si yo pudiera
11. Balada de León y Asturias

```
  
Lo mejor de Roberto Rey (Sonic series 72 16 229 PHILIPS)
```

1. Canto a León
2. Cielo de España
3. Caña de luna
4. Le das café
5. El cascabelito
6. Balada de León y Asturias
7. Tu cuerpo Limonero
8. Festival de amor
9. Farolitos
10. Mi capitana
11. Mis dos amores
12. Hechas por Dios

```
 
Canciones inéditas de Roberto Rey (Sonic series 72 16 245 PHILIPS)
```

1. Oiga usted
2. Catalina
3. Mi Jaén
4. Dame tus flores
5. Mi Andalucía
6. Caballo mio
7. María del Mar
8. Miña Galicia
9. Los caminos del Rocío
10. Solo tu Nombre
11. Quisiera
12. Balada de los Mineros

- Datos: Q6109962